# شيزو
شيزو (بالصينية: 池州) هي مدينة من مدن الصين. يبلغ عدد سكانها 1550000 نسمة. تبلغ مساحتها 9423 كم².